# Otto Philipps

Hintern Brüdern von Westen, Radierung, 1920

Otto Philipps (* 25. April 1869 in Braunschweig; † 7. Mai 1932 ebenda) war ein deutscher Maler, Kunstlehrer und Kunstkritiker.

## Leben
Otto Philipps wurde 1869 in Braunschweig geboren. Nach dem Schulabschluss besuchte er bis 1889 das Lehrerseminar in Braunschweig und war nachfolgend als Lehrer an mehreren Braunschweiger Schulen tätig. Er wirkte als Hilfslehrer am Martino-Katharineum, wo er 1913 zum Gymnasiallehrer ernannt wurde und Zeichenunterricht erteilte. Philipps besuchte von 1889 bis 1894 die Technische Hochschule Braunschweig, wo er sich im Zeichnen fortbildete und zu den Schülern Adolf Nickols gehörte. Philipps wohnte zuletzt in der Gerstäckerstraße in Braunschweig, wo er 1932 im Alter von 63 Jahren starb.
Im Zentrum von Philipps’ Œuvre standen Landschafts- und Architekturdarstellungen. Er schuf Ölbilder, Radierungen, Aquarelle und Zeichnungen. Häufige Motive sind die Stadt Braunschweig und deren Umgebung. Das Städtische Museum Braunschweig besitzt mehrere seiner Werke.

## Werke (Auswahl)
- Hintern Brüdern von Westen. Radierung 1920[3]
- Langedammstraße von Osten. Radierung 1920
- Ritterstraße von Westen. Radierung 1920
- Petrikirche von Osten. Radierung 1920
- Schützenstraße von Norden. Radierung 1920
- Hinter Ägidien von Süden. Radierung 1920

Langedammstraße von Osten
Ritterstraße von Westen
Petrikirche von Osten
Schützenstraße von Norden
Hinter Ägidien von Süden